# Campeonato de Tercera División 2018-19 (Argentina)
El Campeonato de Tercera División 2018-19 es la septuagésima edición del certamen organizado por la Asociación del Fútbol Argentino.
Al campeonato se incorporaron los equipos de los clubes de la Primera C, que volvieron a disputar el certamen tras su última participación en la temporada 1997-98.
Se consagraron campeones Ferro Carril Oeste por la B Nacional, All Boys por la B y El Porvenir por la C.

## Equipos participantes

### B Nacional
Participan los clubes directamente afiliados a la AFA de la Primera B Nacional.
| Equipo                 | Ciudad          | Estadio                       | Capacidad |
| ---------------------- | --------------- | ----------------------------- | --------- |
| Almagro                | José Ingenieros | Tres de Febrero               | 21 000    |
| Arsenal                | Sarandí         | Julio Humberto Grondona       | 16 300    |
| Brown                  | Adrogué         | Lorenzo Arandilla             | 4500      |
| Chacarita Juniors      | Villa Maipú     | Chacarita Juniors             | 26 530    |
| Defensores de Belgrano | Buenos Aires    | Juan Pasquale                 | 8300      |
| Deportivo Morón        | Morón           | Nuevo Francisco Urbano        | 32 000    |
| Ferro Carril Oeste     | Buenos Aires    | Arquitecto Ricardo Etcheverri | 24 442    |
| Los Andes              | Lomas de Zamora | Eduardo Gallardón             | 35 000    |
| Nueva Chicago          | Buenos Aires    | Nueva Chicago                 | 29 000    |
| Platense               | Florida         | Ciudad de Vicente López       | 31 050    |
| Quilmes                | Quilmes         | Centenario                    | 33 200    |
| Sarmiento              | Junín           | Eva Perón                     | 22 000    |
| Temperley              | Turdera         | Alfredo Beranger              | 18 000    |
| Villa Dálmine          | Campana         | El Coliseo de Mitre y Puccini | 11 250    |

### Distribución geográfica de los equipos
| Región                                   | Cant. | Equipos |
| ---------------------------------------- | ----- | --- |
| Conurbano bonaerense                     | 9     | Almagro, Arsenal, Brown de Adrogué, Chacarita Juniors, Deportivo Morón, Los Andes, Platense, Quilmes y Temperley. |
| Interior de la provincia de Buenos Aires | 2     | Sarmiento y Villa Dálmine                                                                                         |
| Ciudad de Buenos Aires                   | 3     | Defensores de Belgrano, Ferro Carril Oeste y Nueva Chicago                                                        |

### Primera B
Participan todos los clubes de Primera B.
| Equipo            | Localidad            | Estadio                      | Capacidad |
| ----------------- | -------------------- | ---------------------------- | --------- |
| Acassuso          | Boulogne             | La Quema                     | 800       |
| All Boys          | Buenos Aires         | Islas Malvinas               | 21 500    |
| Almirante Brown   | Isidro Casanova      | Fragata Presidente Sarmiento | 25 000    |
| Atlanta           | Buenos Aires         | Don León Kolbowsky           | 14 000    |
| Barracas Central  | Buenos Aires         | Claudio Chiqui Tapia         | 4400      |
| Colegiales        | Munro                | Colegiales                   | 6500      |
| Comunicaciones    | Buenos Aires         | Alfredo Ramos                | 3500      |
| Defensores Unidos | Zarate               | Gigante de Villa Fox         | 8000      |
| Deportivo Español | Buenos Aires         | Nueva España                 | 35 000    |
| Deportivo Riestra | Buenos Aires         | Guillermo Laza               | 3000      |
| Estudiantes       | Caseros              | Ciudad de Caseros            | 16 740    |
| Fénix             | Buenos Aires         | No posee                     | -         |
| Flandria          | Jáuregui             | Carlos V                     | 5000      |
| J. J. de Urquiza  | Loma Hermosa         | Ramón Roque Martín           | 2500      |
| Sacachispas       | Buenos Aires         | Beto Larrosa                 | 4000      |
| San Miguel        | Los Polvorines       | Malvinas Argentinas          | 9000      |
| San Telmo         | Dock Sud             | Dr. Osvaldo Baletto          | 5500      |
| Talleres          | Remedios de Escalada | Talleres                     | 15 000    |
| Tristán Suárez    | Tristán Suárez       | 20 de Octubre                | 15 000    |
| UAI Urquiza       | Villa Lynch          | Monumental de Villa Lynch    | 1000      |

| 1. 2. |

#### Distribución geográfica de los equipos
| Región                                   | Cant. | Equipos |
| ---------------------------------------- | ----- | --- |
| Conurbano bonaerense                     | 10    | Acassuso, Almirante Brown, Colegiales, Estudiantes, Justo José de Urquiza, San Miguel, San Telmo, Talleres (RdE), Tristán Suárez y UAI Urquiza |
| Ciudad de Buenos Aires                   | 8     | All Boys, Atlanta, Barracas Central, Comunicaciones, Deportivo Riestra, Deportivo Español, Fénix y Sacachispas                                 |
| Interior de la provincia de Buenos Aires | 2     | Defensores Unidos y Flandria |

### Primera C
Participan todos los clubes de Primera C, excepto Central Córdoba.
| Equipo               | Ciudad              | Estadio                         | Capacidad |
| -------------------- | ------------------- | ------------------------------- | --------- |
| Argentino de Quilmes | Quilmes             | Argentino de Quilmes            | 7000      |
| Berazategui          | Berazategui         | Norman Lee                      | 5500      |
| Cañuelas             | Cañuelas            | José Alfredo Arín               | 2000      |
| Deportivo Armenio    | Ingeniero Maschwitz | Armenia                         | 10 500    |
| Deportivo Laferrere  | Laferrere           | Ciudad de Laferrere             | 13 000    |
| Deportivo Merlo      | Parque San Martín   | José Manuel Moreno              | 10 000    |
| Dock Sud             | Dock Sud            | De los Inmigrantes              | 8200      |
| El Porvenir          | Gerli               | Gildo Francisco Ghersinich      | 14 000    |
| Excursionistas       | Buenos Aires        | Excursionistas                  | 7200      |
| Ferrocarril Midland  | Libertad            | Ciudad de Libertad              | 6000      |
| General Lamadrid     | Buenos Aires        | Enrique Sexto                   | 3500      |
| Ituzaingó            | Ituzaingó           | Ituzaingó                       | 5000      |
| Luján                | Luján               | Municipal de la Ciudad de Luján | 4000      |
| Leandro N. Alem      | General Rodríguez   | Leandro N. Alem                 | 4000      |
| San Martín           | Burzaco             | Francisco Boga                  | 6500      |
| Sportivo Barracas    | Buenos Aires        | No posee                        | -         |
| Sportivo Italiano    | Ciudad Evita        | República de Italia             | 7000      |
| Victoriano Arenas    | Valentín Alsina     | Saturnino Moure                 | 1500      |
| Villa San Carlos     | Berisso             | Genacio Sálice                  | 4000      |

| 1. |

#### Distribución geográfica de los equipos
| Región                                   | Cant. | Equipos |
| ---------------------------------------- | ----- | --- |
| Conurbano bonaerense                     | 11    | Argentino de Quilmes, Berazategui, Deportivo Laferrere, Deportivo Merlo, Dock Sud, El Porvenir, Ituzaingó, Midland, San Martín (B), Sportivo Italiano y Victoriano Arenas |
| Interior de la provincia de Buenos Aires | 4     | Cañuelas, Deportivo Armenio, Leandro N. Alem y Luján |
| Ciudad de Buenos Aires                   | 3     | Excursionistas, General Lamadrid y Sportivo Barracas |
| Gran La Plata                            | 1     | Villa San Carlos |

## Sistema de disputa
El campeonato se dividió en tres torneos exclusivos para los equipos de los clubes de la Primera B Nacional, Primera B y Primera C, respectivamente.
Torneo de Primera B Nacional
Los equipos se dividieron en dos zonas de siete equipos cada una, donde se enfrentaron bajo el sistema de todos contra todos a dos ruedas. Los dos ganadores de cada zona avanzaron a la fase final, donde se enfrentaron a eliminación directa a único partido para definir al campeón. 
Torneo de Primera B
Los equipos se dividieron en dos zonas de diez equipos cada una, donde se enfrentaron bajo el sistema de todos contra todos a dos ruedas. El ganador de cada zona avanzó a la final, donde se enfrentaron a único partido para definir al campeón.
Torneo de Primera C
Los equipos se dividieron en dos zonas de nueve y diez equipos, donde se enfrentaron bajo el sistema de todos contra todos a dos ruedas. El ganador de cada zona avanzó a la final, donde se enfrentaron a único partido para definir al campeón.

## Torneo de Primera B Nacional

### Zona A
| Pos. | Equipo        | Pts. | PJ | PG | PE | PP | GF | GC | Dif. |
| ---- | ------------- | ---- | -- | -- | -- | -- | -- | -- | ---- |
| 1.º  | Quilmes       | 31   | 14 | 9  | 4  | 1  | 23 | 9  | 14   |
| 2.º  | Sarmiento     | 26   | 14 | 7  | 5  | 2  | 32 | 12 | 20   |
| 3.º  | Platense      | 20   | 14 | 6  | 2  | 6  | 23 | 24 | −1   |
| 4.º  | Almagro       | 18   | 14 | 4  | 6  | 4  | 16 | 14 | 2    |
| 5.º  | Nueva Chicago | 17   | 14 | 4  | 5  | 5  | 17 | 21 | −4   |
| 6.º  | Los Andes     | 15   | 14 | 4  | 3  | 7  | 15 | 30 | −15  |
| 7.º  | Brown         | 11   | 14 | 3  | 2  | 9  | 11 | 22 | −11  |

|  | Clasificado a semifinales. |

### Zona B
| Pos. | Equipo                 | Pts. | PJ | PG | PE | PP | GF | GC | Dif. |
| ---- | ---------------------- | ---- | -- | -- | -- | -- | -- | -- | ---- |
| 1.º  | Ferro Carril Oeste     | 32   | 14 | 10 | 2  | 2  | 37 | 15 | 22   |
| 2.º  | Arsenal                | 23   | 14 | 6  | 5  | 3  | 13 | 10 | 3    |
| 3.º  | Chacarita Juniors      | 21   | 14 | 5  | 6  | 3  | 14 | 13 | 1    |
| 3.º  | Dep. Morón             | 18   | 14 | 4  | 6  | 4  | 20 | 21 | −1   |
| 5.º  | Temperley              | 17   | 14 | 5  | 2  | 7  | 16 | 20 | −4   |
| 6.º  | Defensores de Belgrano | 9    | 14 | 1  | 6  | 7  | 12 | 23 | −11  |
| 7.º  | Villa Dálmine          | 9    | 14 | 2  | 3  | 9  | 12 | 29 | −17  |

|  | Clasificado a semifinales. |

### Fase final

#### Cuadro de desarrollo
|  | Semifinales | Semifinales        | Semifinales        |                    |         | Final   | Final | Final |  |
|  |             |                    |                    |                    |         |         |       |       |  |
|  |             |                    |                    |                    |         |         |       |       |  |
|  | 1A          | Quilmes            | 0 (5)              |                    |         |         |       |       |  |
|  | 1A          | Quilmes            | 0 (5)              |                    |         |         |       |       |  |
|  | 2B          | Arsenal            | 0 (6)              |                    |         |         |       |       |  |
|  | 2B          | Arsenal            | 0 (6)              |                    | Arsenal | Arsenal | 1 (1) |       |  |
|  |             |                    |                    |                    | Arsenal | Arsenal | 1 (1) |       |  |
|  |             |                    | Ferro Carril Oeste | Ferro Carril Oeste | 1 (4)   |         |       |       |  |
|  | 1B          | Ferro Carril Oeste | Ferro Carril Oeste | Ferro Carril Oeste | 1 (4)   | 1 (4)   |       |       |  |
|  | 1B          | Ferro Carril Oeste |                    |                    |         | 1 (4)   |       |       |  |
|  | 2A          | Sarmiento          | 1 (2)              |                    |         |         |       |       |  |
|  | 2A          | Sarmiento          | 1 (2)              |                    |         |         |       |       |  |
|  |             |                    |                    |                    |         |         |       |       |  |

#### Semifinales
| 4 de abril de 2019 | Quilmes                                                            | 0:0 (5:6 p.)               | Arsenal                                                            | Predio de Alsina y Lora, Quilmes |                           |
|                    |                                                                    | Reporte                    |                                                                    | Árbitro(s): Fernando Cruz        | Árbitro(s): Fernando Cruz |
|                    |                                                                    | Tiros desde el punto penal |                                                                    |                                  |                           |
|                    | Mendoza · Lescano · Batista · Barraza · Sánchez · Chamares · Junco |                            | Balmaceda · Pérez · Muscia · Godoy · Balbuena · Magnano · Martínez |                                  |                           |

| 4 de abril de 2019 | Ferro Carril Oeste                              | 1:1 (1:1) (4:2 p.)         | Sarmiento                             | Predio Santiago Leyden, Pontevedra |                            |
|                    | Gordillo 40'                                    | Reporte                    | 1' Lescano                            | Árbitro(s): Néstor Barrios         | Árbitro(s): Néstor Barrios |
|                    |                                                 | Tiros desde el punto penal |                                       |                                    |                            |
|                    | Carrizo · Galetto · Scacchi · Ferrari · Segovia |                            | Arias · Salvareschi · Gordou · Liuzzi |                                    |                            |

#### Final
| 25 de abril de 2019 | Arsenal                     | 1:1 (1:1) (1:4 p.)         | Ferro Carril Oeste                    | Estadio Alfredo Beranger, Temperley |                            |
|                     | Castro 16'                  | Reporte                    | 10' Souto                             | Árbitro(s): Darío Espínola          | Árbitro(s): Darío Espínola |
|                     |                             | Tiros desde el punto penal |                                       |                                     |                            |
|                     | Magnano · Muscia · Balbuena |                            | Carrizo · Galetto · Scacchi · Maidana |                                     |                            |

|                                       |
|                                       |
| Campeón Ferro Carril Oeste 6.º título |

## Torneo de Primera B

### Zona A
| Pos. | Equipo            | Pts. | PJ | PG | PE | PP | GF | GC | Dif. |
| ---- | ----------------- | ---- | -- | -- | -- | -- | -- | -- | ---- |
| 1.º  | Estudiantes       | 37   | 18 | 11 | 4  | 3  | 37 | 16 | 21   |
| 2.º  | Tristán Suárez    | 35   | 18 | 10 | 5  | 3  | 28 | 20 | 8    |
| 3.º  | Acassuso          | 32   | 18 | 9  | 5  | 4  | 26 | 14 | 12   |
| 4.º  | UAI Urquiza       | 26   | 18 | 7  | 5  | 6  | 28 | 20 | 8    |
| 5.º  | Talleres          | 24   | 18 | 7  | 3  | 8  | 19 | 30 | −11  |
| 6.º  | Deportivo Riestra | 23   | 18 | 7  | 2  | 9  | 22 | 26 | −4   |
| 7.º  | Atlanta           | 22   | 18 | 5  | 7  | 6  | 22 | 24 | −2   |
| 8.º  | Flandria          | 19   | 18 | 4  | 7  | 7  | 17 | 25 | −8   |
| 9.º  | Dep. Español      | 14   | 18 | 3  | 5  | 10 | 8  | 19 | −11  |
| 10.º | Barracas Central  | 14   | 18 | 3  | 5  | 10 | 15 | 29 | −14  |

|  | Clasificado a la final. |

### Zona B
| Pos. | Equipo                | Pts. | PJ | PG | PE | PP | GF | GC | Dif. |
| ---- | --------------------- | ---- | -- | -- | -- | -- | -- | -- | ---- |
| 1.º  | All Boys              | 37   | 18 | 11 | 4  | 3  | 26 | 14 | 12   |
| 2.º  | San Telmo             | 35   | 18 | 10 | 5  | 3  | 42 | 20 | 22   |
| 3.º  | Justo José de Urquiza | 34   | 18 | 10 | 4  | 4  | 24 | 15 | 9    |
| 4.º  | Almirante Brown       | 33   | 18 | 9  | 6  | 3  | 33 | 17 | 16   |
| 5.º  | Sacachispas           | 25   | 18 | 7  | 4  | 7  | 29 | 25 | 4    |
| 6.º  | Defensores Unidos     | 21   | 18 | 6  | 3  | 9  | 17 | 25 | −8   |
| 7.º  | Colegiales            | 19   | 18 | 4  | 7  | 7  | 20 | 30 | −10  |
| 8.º  | San Miguel            | 18   | 18 | 5  | 3  | 10 | 13 | 26 | −13  |
| 9.º  | Fénix                 | 15   | 18 | 4  | 3  | 11 | 16 | 33 | −17  |
| 10.º | Comunicaciones        | 12   | 18 | 3  | 3  | 12 | 14 | 29 | −15  |

|  | Clasificado a la final. |

### Final
| 30 de mayo de 2019 | Estudiantes | 0:2 (0:0, 0,0) (t. s.) | All Boys                | Auxiliar de Comunicaciones, Buenos Aires |                              |
|                    |             | Reporte                | 97' Lucero · 102' Butti | Árbitro(s): Rodrigo Villalba             | Árbitro(s): Rodrigo Villalba |

|                              |
|                              |
| Campeón All Boys 1.er título |

## Torneo de Primera C

### Zona 1
| Pos. | Equipo              | Pts. | J  |
| ---- | ------------------- | ---- | -- |
| 1.°  | El Porvenir         | 34   | 16 |
| 2.°  | Deportivo Laferrere | 33   | 16 |
| 3.°  | Merlo               | 33   | 16 |
| 4.°  | Berazategui         | 27   | 16 |
| 5.°  | Cañuelas            | 19   | 16 |
| 6.°  | General Lamadrid    | 17   | 16 |
| 7.°  | Luján               | 15   | 16 |
| 8.°  | San Martín          | 12   | 16 |
| 9.°  | Italiano            | 11   | 16 |

|  | Clasificado a la final. |

### Zona 2
| Pos. | Equipo               | Pts. | J  |
| ---- | -------------------- | ---- | -- |
| 1.°  | Ituzaingó            | 41   | 18 |
| 2.°  | Excursionistas       | 37   | 18 |
| 3.°  | Dock Sud             | 34   | 18 |
| 4.°  | Ferrocarril Midland  | 28   | 18 |
| 5.°  | Armenio              | 23   | 18 |
| 6.°  | Sp. Barracas         | 21   | 18 |
| 7.°  | Villa San Carlos     | 20   | 18 |
| 8.°  | Argentino de Quilmes | 18   | 18 |
| 9.°  | Victoriano Arenas    | 17   | 18 |
| 10.° | Leandro N. Alem      | 15   | 18 |

|  | Clasificado a la final. |

### Final
| 22 de mayo de 2019 | El Porvenir                                                   | 4:2 (1:2) | Ituzaingó                 | Estadio de Excursionistas, Buenos Aires |                            |
|                    | Véliz 37' · Tarazona 75' · Machín Silveira 77' · Mansilla 92' | Reporte   | 29' Benítez · 41' Gramajo | Árbitro(s): Marcos Recalde              | Árbitro(s): Marcos Recalde |

|                                 |
|                                 |
| Campeón El Porvenir 1.er título |

## Goleadores

### Primera B Nacional
| Jugador            | Goles | Equipo             |
| ------------------ | ----- | ------------------ |
| José Luis Valdez   | 9     | Quilmes            |
| Benjamín Borasi    | 9     | Sarmiento          |
| Lautaro Carrachino | 7     | Almagro            |
| Rodrigo Brandán    | 6     | Ferro Carril Oeste |
| Nahuel Maidana     | 6     | Ferro Carril Oeste |
| Julián Brea        | 6     | Sarmiento          |

### Primera B
| Jugador           | Goles | Equipo         |
| ----------------- | ----- | -------------- |
| Brian Benítez     | 11    | San Telmo      |
| Maximiliano Luque | 7     | Sacachispas    |
| Cristian Vivas    | 7     | UAI Urquiza    |
| Lautaro Guzmán    | 6     | All Boys       |
| Ezequiel Frías    | 6     | Talleres       |
| Fabián Garay      | 6     | Tristán Suárez |

### Primera C
| Jugador       | Goles | Equipo              |
| ------------- | ----- | ------------------- |
| Marcos Müller | 15    | Excursionistas      |
| Nahuel Galat  | 13    | Ferrocarril Midland |
| Alejo Roa     | 10    | Armenio             |
| Juan Véliz    | 10    | El Porvenir         |